# Chiếm đoạt ký ức
Chiếm đoạt ký ức (tiếng Trung: 記憶大師, tiếng Anh: Battle of Memories, Hán-Việt: Ký ức đại sư) là một bộ phim điện ảnh Trung Quốc thuộc thể loại khoa học viễn tưởng – tội phạm – giật gân – chính kịch công chiếu vào năm 2017 do Trần Chính Đạo làm đạo diễn kiêm viết kịch bản, với sự tham gia diễn xuất của các diễn viên gồm Hoàng Bột, Từ Tịnh Lôi, Đoạn Dịch Hoành, Dương Tử San và Hứa Vỹ Ninh.
Công chiếu lần đầu tại Trung Quốc từ ngày 28 tháng 4 năm 2017, bộ phim nhận về những lời đánh giá đa phần là tích cực từ giới chuyên môn lẫn khán giả, và được chọn là một trong những bộ phim khoa học viễn tưởng châu Á đáng xem nhất trên màn ảnh. Tại Việt Nam, bộ phim cũng được lên lịch khởi chiếu tại các cụm rạp trên toàn quốc từ ngày 5 tháng 5 cùng năm.

## Nội dung
Câu chuyện lấy bối cảnh vào năm 2025, khi y học đã đạt tới một thành tựu mới. Việc lựa chọn ghi nhớ, bỏ quên hay lấy lại ký ức trở nên vô cùng đơn giản thông qua những cuộc phẫu thuật kiểm soát ký ức. Giang Phong – một tiểu thuyết gia có tiếng vì những mâu thuẫn không thể hàn gắn trong cuộc hôn nhân với người vợ Trương Đại Thần, nên anh quyết định tiến hành phẫu thuật ký ức để quên đi những chuyện không vui trong suốt mười năm kết hôn, với mong muốn tìm cơ hội hàn gắn lại gia đình với cô. Và khi cuộc hôn nhân của cả hai trở nên tốt đẹp hơn, Giang Phong lại quyết định một lần nữa tiến hành phẫu thuật để lấy lại ký ức. Tuy nhiên, mọi chuyện lần này không giống như trong tiểu thuyết anh từng viết, khi ca phẫu thuật này có thể gọi là thành công nhưng cũng có thể gọi là thất bại. Giang Phong đã nhận lại được ký ức nhưng đó không phải là ký ức của anh, mà đó là ký ức của một tên sát nhân hoàn toàn xa lạ, kẻ đã giết chết một thiếu nữ có tên là Lý Huệ Lan. Điều kỳ lạ là trong ký ức của anh cũng xuất hiện hình ảnh một người phụ nữ bí ẩn khác (gọi tắt là Vô Danh). Giang Phong chỉ có 72 giờ để tìm ra kẻ gây án và khôi phục lại trí nhớ của chính mình.
Sau nhiều lần truy tìm rất căng thẳng, cuối cùng Giang Phong mới thực sự phát hiện ra kẻ sát nhân là thám tử tư Thẩm Hán Cường – người đã từng là đồng sự của anh trong công cuộc điều tra. Vì lẽ đó, hắn cũng đã sát hại thêm một đồng sự nữa của Giang Phong, đó là chuyên viên y tế Trần San San – người trước đó đã được hắn cử đến để che giấu tội ác của mình. Sự thật đã được sáng tỏ, cả Hán Cường và Giang Phong đều giằng co nhau rất quyết liệt, song Giang Phong tỏ ra yếu thế trước Hán Cường và bị áp đảo hoàn toàn dưới tay hắn. Lúc Hán Cường sắp chuẩn bị thủ tiêu Giang Phong, Đại Thần bất ngờ xuất hiện trước mặt cả hai, và vì đã lấy nhầm ký ức của Giang Phong nên hắn không thể làm hại được cô. Cuối cùng, Hán Cường đã bị cảnh sát bắt giải, còn Giang Phong đã lấy lại được trí nhớ của mình. Sau đó anh đã gặp lại người vợ Đại Thần thân yêu và cả hai sống hạnh phúc bên nhau.

## Diễn viên
- Hoàng Bột trong vai Giang Phong, một tiểu thuyết gia muốn xóa ký ức đáng quên từ mười năm trước. Khi mối tình trở nên tốt đẹp hơn, anh muốn lấy lại ký ức đã xóa nhưng vô tình lấy nhầm ký ức của một kẻ sát nhân bí ẩn.
- Từ Tịnh Lôi trong vai Trương Đại Thần, vợ của Giang Phong và là người chịu thiệt thòi nhất trong gia đình.
- Đoạn Dịch Hoành trong vai Thẩm Hán Cường, thám tử tư và là người đồng sự điều tra cùng Giang Phong.
- Dương Tử San trong vai Trần San San, chuyên viên y tế được Thẩm Hán Cường mời đến để che giấu danh tính thật của mình. Cô là đồng sự của Giang Phong và là người kết thân với Trương Đại Thần.
- Hứa Vỹ Ninh trong vai Vô Danh, người phụ nữ bí ẩn trong ký ức của Giang Phong.
- Vương Chân Nhi trong vai Lý Huệ Lan, nạn nhân bí ẩn trong ký ức của Giang Phong.

## Sản xuất
Với kinh phí 20 triệu USD, bộ phim khởi quay tại Thái Lan từ tháng 10 đến tháng 12 năm 2016.